# Autoridade Monetária das Ilhas Cayman
A Autoridade Monetária das Ilhas Cayman (CIMA) é o principal regulador de serviços financeiros das Ilhas Cayman e supervisiona seu conselho monetário. 
A CIMA administra a moeda das Ilhas Cayman, regula e supervisiona os serviços financeiros, presta assistência às autoridades reguladoras estrangeiras e aconselha o governo das Ilhas Cayman em questões regulatórias de serviços financeiros.
É uma corporação criada de acordo com a Lei de Autoridade Monetária das Ilhas Cayman (Revisão de 2013). 

## Quadro regulatório
- Bancos e credores
- Bancos offshore
- Fundos e Empresas de Portfólio Segregado
- Serviços de processamento de pagamentos
- Cooperativas de crédito